# أوليفر غافين
أوليفر غافين (بالإنجليزية: Oliver Gavin)‏ هو سائق سيارة سباق بريطاني، ولد في 29 سبتمبر 1972 في هانتينغدون ‏ في المملكة المتحدة.